# Skviřín
Skviřín (něm. Speierling) je malá vesnice, část města Bor v okrese Tachov v Plzeňském kraji. Nachází se asi tři kilometry východně od Boru. Prochází zde silnice II/605. Skviřín je také název katastrálního území o rozloze 9,25 km².

## Historie
První písemná zmínka o vesnici pochází z roku 1115 (Skuirino). Ve dvanáctém století byla vesnice knížecím majetkem. Snad Děpolt III., od roku 1213 správce Plzeňska, ves daroval Ratmírovi ze Skviřína připomínanému v letech 1224–1232 a považovanému za nejstaršího spolehlivě doloženého předka rodu pánů ze Švamberka.

## Obyvatelstvo
| Rok            | 1869 | 1880 | 1890 | 1900 | 1910 | 1921 | 1930 | 1950 | 1961 | 1970 | 1980 | 1991 | 2001 | 2011 | 2021 |
| -------------- | ---- | ---- | ---- | ---- | ---- | ---- | ---- | ---- | ---- | ---- | ---- | ---- | ---- | ---- | ---- |
| Počet obyvatel | 280  | 294  | 283  | 294  | 291  | 282  | 262  | 127  | 146  | 140  | 89   | 55   | 68   | 84   | 89   |
| Počet domů     | 52   | 52   | 52   | 55   | 53   | 53   | 54   | 44   | 44   | 29   | 27   | 27   | 27   | 31   | 36   |

## Obecní správa
Při sčítání lidu v letech 1850–1959 Skviřín byl samostatnou obcí v okrese Tachov. Od roku 1960 je částí města Bor v okrese Tachov.

## Pamětihodnosti
- Kostel svatého Petra a Pavla stojí na východní části návsi
- Skviřínský dub – památný strom, roste pod hřbitovní zdí[9]